# Vulturu (Vrancea)
Pour les articles homonymes, voir Vulturu.
Vulturu est une commune du județ de Vrancea en Roumanie.